# 할마헤라해

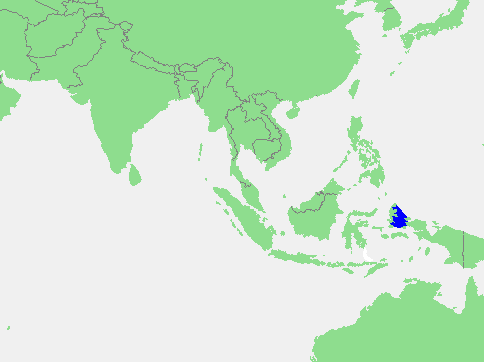
할마헤라해의 위치

할마헤라해(인도네시아어: Laut Halmahera)는 인도네시아의 바다이다. 북쪽으로 태평양, 서쪽으로 할마헤라섬, 동쪽으로 와이게오섬과 뉴기니섬, 남쪽으로 스람해와 접하고 있다.